# Irina Embrich
Irina Embrich (Tallinn, 12 de julho de 1980) é uma esgrimista estoniana, campeã olímpica.

## Carreira
Embrich conquistou a medalha de ouro nos Jogos Olímpicos de Verão de 2020 em Tóquio ao lado de Julia Beljajeva, Erika Kirpu e Katrina Lehis, após derrotas as sul-coreanas Choi In-jeong, Kang Young-mi, Lee Hye-in e Song Se-ra na disputa de espada por equipes.